# Молодіжна збірна СРСР з футболу
Молодіжна збі́рна СРСР з футбо́лу (рос. Молодёжная сборная СССР по футболу) — команда СРСР з футболу гравців віком до 21 року, якою керувала Федерація футболу СРСР. Після розпаду Союзу Радянських Соціалістичних Республік правонаступницею не стала російська збірна, як у «дорослому» футболі.

## Виступи на чемпіонатах світу
Див: Юнацька збірна СРСР з футболу (U-20)

## Виступи на чемпіонатах Європи

### Збірна до 23 років (1972 - 1976)
- 1972 — 2-е місце
- 1974 — 3-є місце
- 1976 —  Чемпіони

### Збірна U-21 (1978 - 1992)
| Рік  | Підсумок                |
| ---- | ----------------------- |
| 1978 | Не пройшла кваліфікацію |
| 1980 | Чемпіони                |
| 1982 | 3-є місце               |
| 1984 | Не пройшла кваліфікацію |
| 1986 | Не пройшла кваліфікацію |
| 1988 | Не пройшла кваліфікацію |
| 1990 | Чемпіони                |
| 1992 | Не пройшла кваліфікацію |